# 青木安全靴
青木安全靴製造株式会社（あおきあんぜんぐつせいぞう）は、安全靴・作業靴等の特殊靴の製造を専門とする山形県西村山郡河北町に本社・工場を置く企業。

## 歴史
- 1951年 - 日本の安全靴の創始者である金沢三木造と青木健之助が、東京都浅草にて前身となる安全靴の専門メーカーを設立する。
- 1955年 - 創業者 青木健之助が、安全靴の専門メーカーである「青木安全靴製作所」設立。
- 1956年 - 直接加硫圧着式製法（VP製法）の安全靴を開発。
- 1980年 - ポアリング式ウレタン底の安全靴を開発。
- 1985年 - インジェクション式のウレタン2層底のスニーカータイプの安全靴を開発。
- 1996年 - 発泡ポリウレタンと合成ゴムの2層構造の安全靴を開発。
- 1996年 - 合成ゴム2層構造のDRFテクノロジーの安全靴を開発。
- 1999年 - DRFテクノロジーの技術が「第3回ゆとり都山形イノベーション大賞」受賞。
- 2001年 - 産学官連携による米ぬかを原料とするRBセラミックス入りの滑りにくい安全靴を開発。
- 2003年 - 食中毒対策用の靴が、山形エクセレントデザインセレクション「エクセレントデザイン賞」を受賞

## 関連会社

### 青木産業株式会社
- 代表取締役社長 青木稔
- 東京都台東区日本堤1-37-8
- 青木安全靴製造株式会社の安全靴の販売を行っている。

## 青木産業株式会社事業所
- 東京支店・物流センター
  - 東京都台東区日本堤1-37-8
- 大阪支店
  - 大阪市淀川区十三東1-7-20
- 名古屋支店
  - 名古屋市昭和区広小路通6-3
- 東北支店
  - 山形県西村山郡河北町谷地字真木123-1
- 九州営業所
  - 熊本市長嶺東2-14-60-221
- 北陸営業所
  - 金沢市瓢箪町22-21
- 広島営業所
  - 広島市安佐北区口田南4-4-2

## その他
- 本社・工場はJIST8101安全靴とT8103静電気帯電防止靴の認証工場。
- 「ATENEO（アテネオ）」の独自ブランドを持つ。